# Peter Thompson (football, 1942)
Pour les articles homonymes, voir Thompson et Peter Thompson (homonymie).
Peter Thompson, né le 27 novembre 1942 à Carlisle (Angleterre) et mort le 31 décembre 2018, est un footballeur britannique qui évoluait au poste d'ailier à Liverpool et en équipe d'Angleterre.
Il n'a marqué aucun but lors de ses seize sélections avec l'équipe d'Angleterre entre 1964 et 1970.

## Biographie
Peter Thompson était la grande star des écoliers de son époque, son école étant Harraby à Carlisle, il jouait ailier et était poursuivi par pas moins de 17 clubs au moment de quitter l'école. Il est devenu un ailier légendaire à Liverpool, pouvant battre les défenseurs pour le plaisir et causer des ravages absolus à tout défenseur. 

Thompson devint un joueur régulier de première division à 17 ans pour Preston. Il fit ses débuts contre Arsenal le 30 août 1960. Le président Nat Buck était l'un de ses nombreux partisans : " J'ai perdu le nombre de clubs qui le veulent, mais comment pourrions-nous vendre ? " Preston a même refusé une offre de la Juventus. Bill Shankly a été incroyablement impressionné par la rapidité et la ruse du jeune ailier lors de la rencontre entre Liverpool et Preston en février 1962 (5e round de la FA Cup), où Peter Thompson débloqua la situation lors de la seconde reprise à Old Trafford.

Après 122 matches de championnat et 20 buts pour Preston et la relégation en 2e division après seulement une saison pour le jeune joueur au plus haut niveau, il déménage à Liverpool pour 37 000 £, il y remporte tous ses titres et s'ouvre les portes de la sélection.

## Carrière
- 1960-1963 :  Preston North End
- 1963-1973 :  Liverpool [2]
- 1973-1978 :  Bolton Wanderers

## Palmarès

### En club
- Champion d'Angleterre en 1964 et en 1966 avec Liverpool
- Vainqueur de la Coupe d'Angleterre en 1965 avec Liverpool
- Finaliste de la Coupe d'Europe des Vainqueurs de Coupe en 1966 avec Liverpool

### EnÉquipe d'Angleterre
- 16 sélections entre 1964 et 1970
- Participation au Championnat d'Europe des Nations en 1968 (3e)